# Edmonton-Centre
Circonscription électorale fédérale du Canada
Edmonton-Centre est une circonscription électorale fédérale canadienne de l'Alberta.

## Géographie
La circonscription se situe au centre de l'Alberta et représentant le centre-ville d'Edmonton. 
Les circonscriptions limitrophes sont :
- au nord et à l'ouest : Edmonton-Nord-Ouest ;
- à l'est : Edmonton Griesbach ;
- au sud : Edmonton Strathcona, Edmonton-Ouest.

Avant le redécoupage de 2012, les circonscriptions limitrophes étaient Edmonton-Est, Edmonton—Leduc, Edmonton—St. Albert, Edmonton—Spruce Grove et Edmonton—Strathcona.

## Historique
La circonscription de Edmonton-Centre est d'abord créée en 1966 avec des parties d'Edmonton-Est et d'Edmonton-Ouest. Abolie en 1976, elle est redistribuée parmi Edmonton-Nord, Edmonton-Est et Edmonton-Ouest. Elle est recréée en 2003 avec des portions d'Edmonton-Ouest, d'Edmonton-Sud-Ouest et d'Edmonton-Centre-Est. Lors du redécoupage électoral de 2022, la circonscription s'est agrandie au nord et à l'ouest, respectivement sur Edmonton Griesbach et Edmonton-Ouest, et la partie sud de son territoire a été amputée au profit d'Edmonton-Ouest.

## Députés
| Législature                                                         | Années        | Député             | Parti | Parti                     |
| ------------------------------------------------------------------- | ------------- | ------------------ | ----- | ------------------------- |
| Edmonton-Centre issue d'Edmonton-Est et Edmonton-Ouest              |               |                    |       |                           |
| 28e                                                                 | 1968–1972     | Steve Paproski     |       | Progressiste-conservateur |
| 29e                                                                 | 1972–1974     | Steve Paproski     |       | Progressiste-conservateur |
| 30e                                                                 | 1974–1979     | Steve Paproski     |       | Progressiste-conservateur |
| Dissoute parmi Edmonton-Ouest, Edmonton-Sud-Ouest et Edmonton-Ouest |               |                    |       |                           |
| Recréée d'Edmonton-Ouest, Edmonton-Sud-Ouest et Edmonton-Centre-Est |               |                    |       |                           |
| 38e                                                                 | 2004–2006     | Anne McLellan      |       | Libéral                   |
| 39e                                                                 | 2006–2008     | Laurie Hawn        |       | Conservateur              |
| 40e                                                                 | 2008–2011     | Laurie Hawn        |       | Conservateur              |
| 41e                                                                 | 2011–2015     | Laurie Hawn        |       | Conservateur              |
| 42e                                                                 | 2015–2019     | Randy Boissonnault |       | Libéral                   |
| 43e                                                                 | 2019–2021     | James Cumming      |       | Conservateur              |
| 44e                                                                 | 2021–2025     | Randy Boissonnault |       | Libéral                   |
| 45e                                                                 | 2025–en cours | Eleanor Olszewski  |       | Libéral                   |

## Résultats électoraux
|       | Candidat           | Parti        | # de voix | % des voix |
|       | James Cumming      | Conservateur | +18 703,  | 35,02 %    |
|       | Randy Boissonnault | Libéral      | +19 902,  | 37,26 %    |
|       | Gil McGowan        | NPD          | +13 084,  | 24,5 %     |
|       | David J. Parker    | Vert         | +01 304,  | 2,44 %     |
|       | Steven Stauffer    | Rhinocéros   | +00257,   | 0,48 %     |
|       | Kat Yaki           | Indépendant  | +00163,   | 0,31 %     |
| Total | Total              | Total        | 53 413    | 100 %      |

|       | Candidat        | Parti              | # de voix | % des voix |
|       | (x) Laurie Hawn | Conservateur       | +23 625,  | 48,03 %    |
|       | Mary Macdonald  | Libéral            | +11 037,  | 22,44 %    |
|       | Lewis Cardinal  | NPD                | +12 480,  | 25,37 %    |
|       | David J. Parker | Vert               | +01 676,  | 3,41 %     |
|       | Peggy Morton    | Marxiste-léniniste | +00081,   | 0,16 %     |
|       | Mikkel Paulson  | Indépendant        | +00289,   | 0,59 %     |
| Total | Total           | Total              | 49 188    | 100 %      |

|       | Candidat        | Parti              | # de voix | % des voix |
|       | (x) Laurie Hawn | Conservateur       | +22 634,  | 49,04 %    |
|       | Jim Wachowich   | Libéral            | +12 661,  | 27,43 %    |
|       | Donna Martyn    | NPD                | +06 912,  | 14,98 %    |
|       | David J. Parker | Vert               | +03 746,  | 8,12 %     |
|       | Peggy Morton    | Marxiste-léniniste | +00203,   | 0,44 %     |
| Total | Total           | Total              | 46 156    | 100 %      |